# Sorghastrum minarum
Sorghastrum minarum là một loài thực vật có hoa trong họ Hòa thảo. Loài này được (Nees) Hitchc. miêu tả khoa học đầu tiên năm 1927.